# Barbara Śródka-Makówka
Barbara Śródka-Makówka (ur. 1945, zm. 22 października 2007 w Łodzi) – polska kostiumograf filmowy.

## Życiorys
Współpracowała przy produkcji około 50 filmów fabularnych, kostiumowych i animowanych.
Za kostiumy w filmie „Dwa księżyce” otrzymała w roku 1993 nagrodę indywidualną Złotych Lwów na 18. Festiwalu Polskich Filmów Fabularnych w Gdyni.

## Wybrana filmografia
Na podstawie materiału źródłowego:

### Kostiumy
- Lata dwudzieste... lata trzydzieste...
- Szaleństwa panny Ewy
- Nad Niemnem
- Boża podszewka

### Role aktorskie
- Brunet wieczorową porą